# Lipotriches odontostoma
Lipotriches odontostoma är en biart som först beskrevs av Cockerell 1941.  Lipotriches odontostoma ingår i släktet Lipotriches och familjen vägbin. Inga underarter finns listade i Catalogue of Life.